# Настополь
Настополь (укр. Настопіль) — село, Преображенский сельский совет, Криничанский район, Днепропетровская область, Украина.
Код КОАТУУ — 1222085506. Население по данным 1990 года составляло 80 человек.
Село ликвидировано в 2008 году.
Село находилось у истоков реки Грушевка, на расстоянии в 2 км от сёл Акимовка (Солонянский район) и Карайково (Солонянский район).